# Arp 11
Arp 11 = UGC 717 ist eine Balken-Spiralgalaxie vom Hubble-Typ SBb im Sternbild Fische. Sie ist etwa 520 Millionen Lichtjahre von der Milchstraße entfernt. Gemeinsam mit UGC 719 bildet sie vermutlich ein wechselwirkende Galaxienpaar. Das Objekt MCG+02-04-04 liegt auch in optischer Nähe zu UGC 717.
Halton Arp gliederte seinen Katalog ungewöhnlicher Galaxien nach rein morphologischen Kriterien in Gruppen. Diese Galaxie gehört zu der Klasse Spiralgalaxien mit gespaltenen Armen.